# Primaires présidentielles du Parti républicain américain de 2020
Les primaires présidentielles du Parti républicain américain de 2020 (en anglais : Republican Party presidential primaries, 2020) sont le processus par lequel les membres et sympathisants du Parti républicain des États-Unis désignent leur candidat à l'élection présidentielle de 2020.
Les scrutins voient la large victoire du président sortant, Donald Trump, peu contesté au sein de son parti.

## Contexte
Pouvant se représenter à un second mandat, Donald Trump se présente aux primaires du Parti républicain.

## Procédures
Chaque délégation est composée de trois types de délégués : les membres Comité national républicain (RNC), les délégués des districts congressionnels (CD) et des délégués de l'État (AL). Ils peuvent avoir un mandat impératif, qui les engage quant à leur vote lors de la convention, ou un mandat libre (représentatif), qui ne les contraint pas sur le vote lors de la convention.
Si un candidat suspend sa campagne, les délégués au mandat impératif qui lui avaient été attribués peuvent se transformer en délégués au mandat libre suivant les règles de chaque État. Par exemple, dans l'Iowa, les délégués au mandat impératif demeurent liés à leur candidat, même dans le cas où celui-ci suspendrait sa campagne.

## Candidats

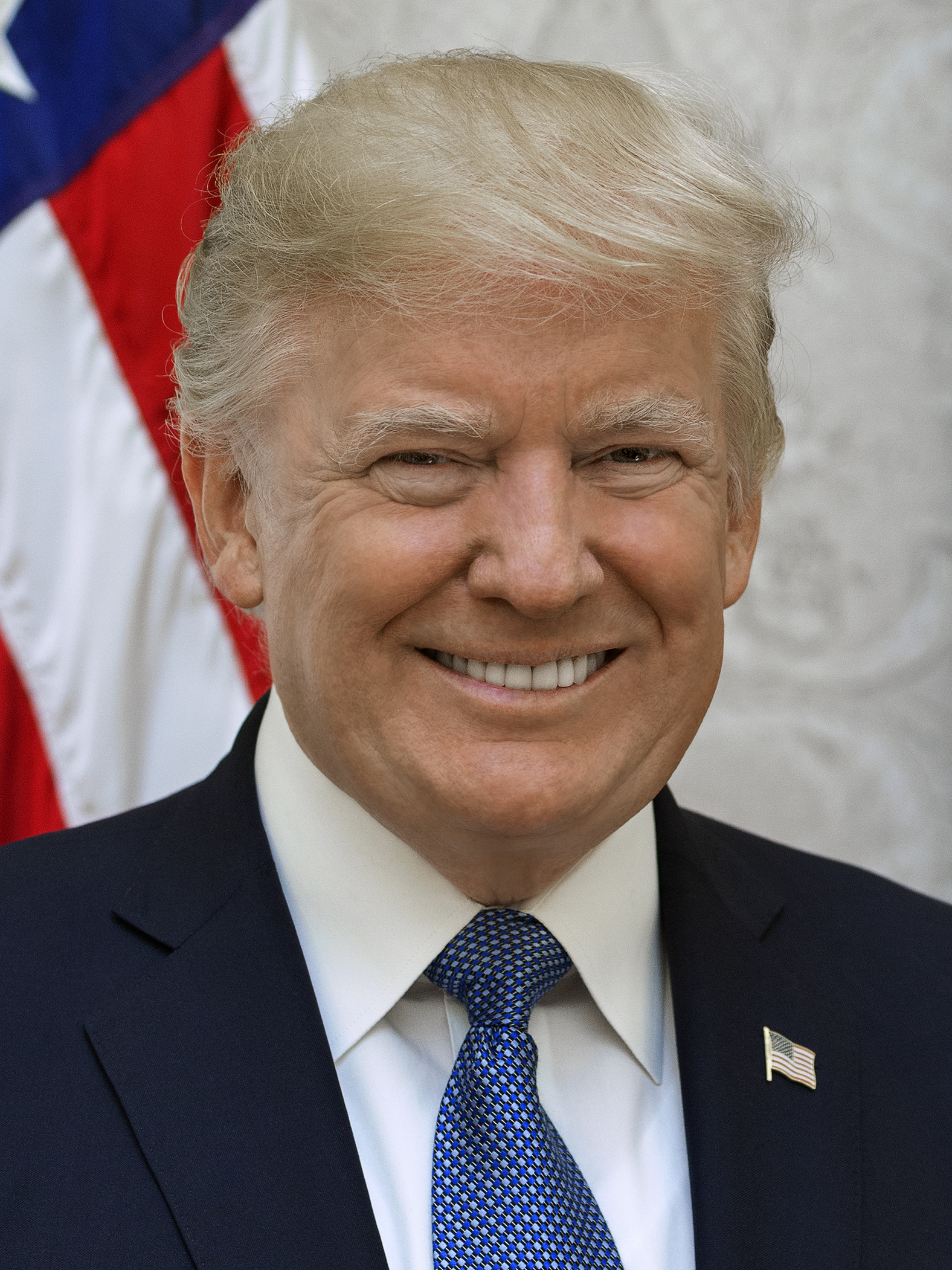
Donald Trump, président sortant.
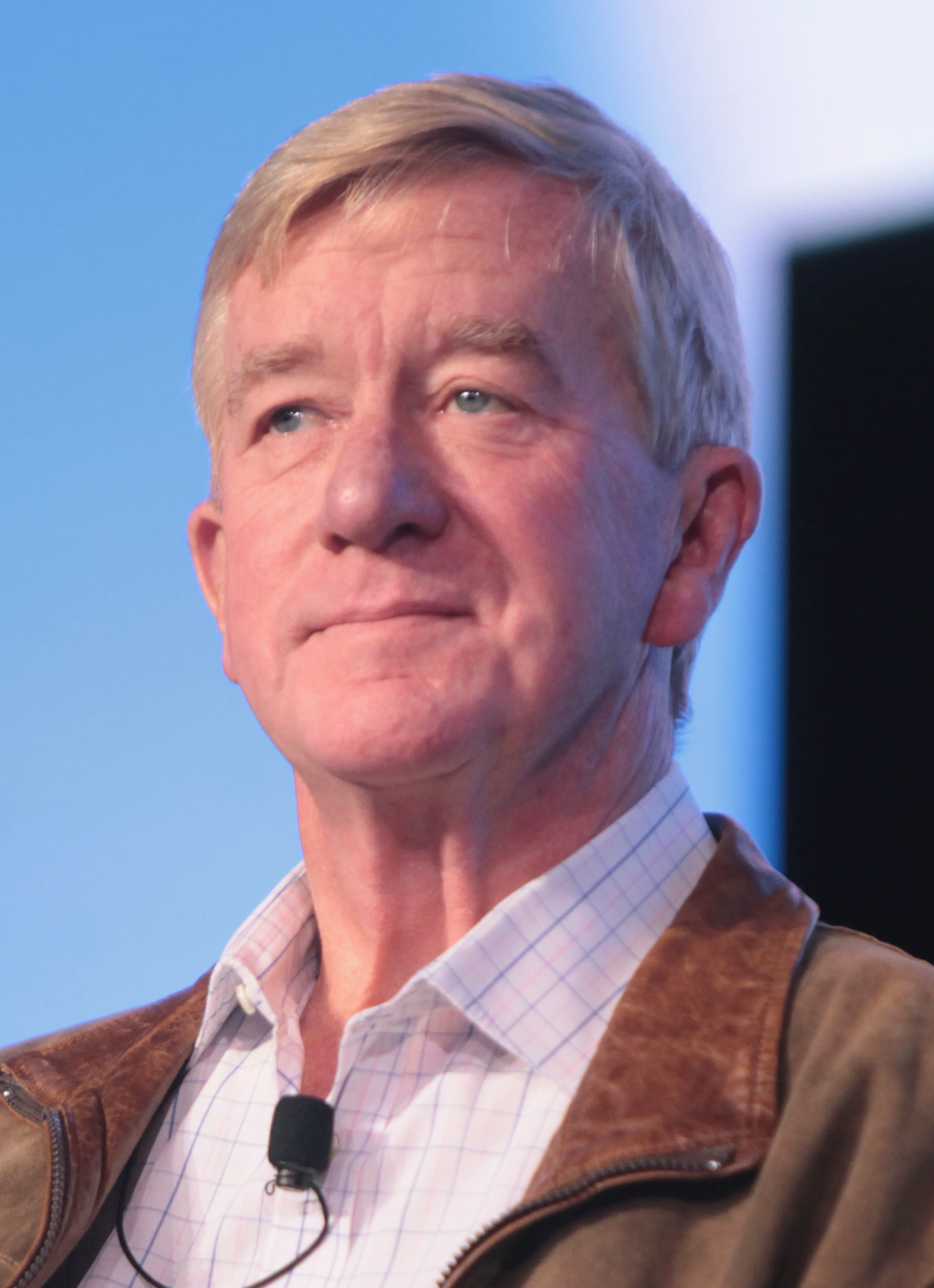
Bill Weld, ancien gouverneur du Massachusetts.
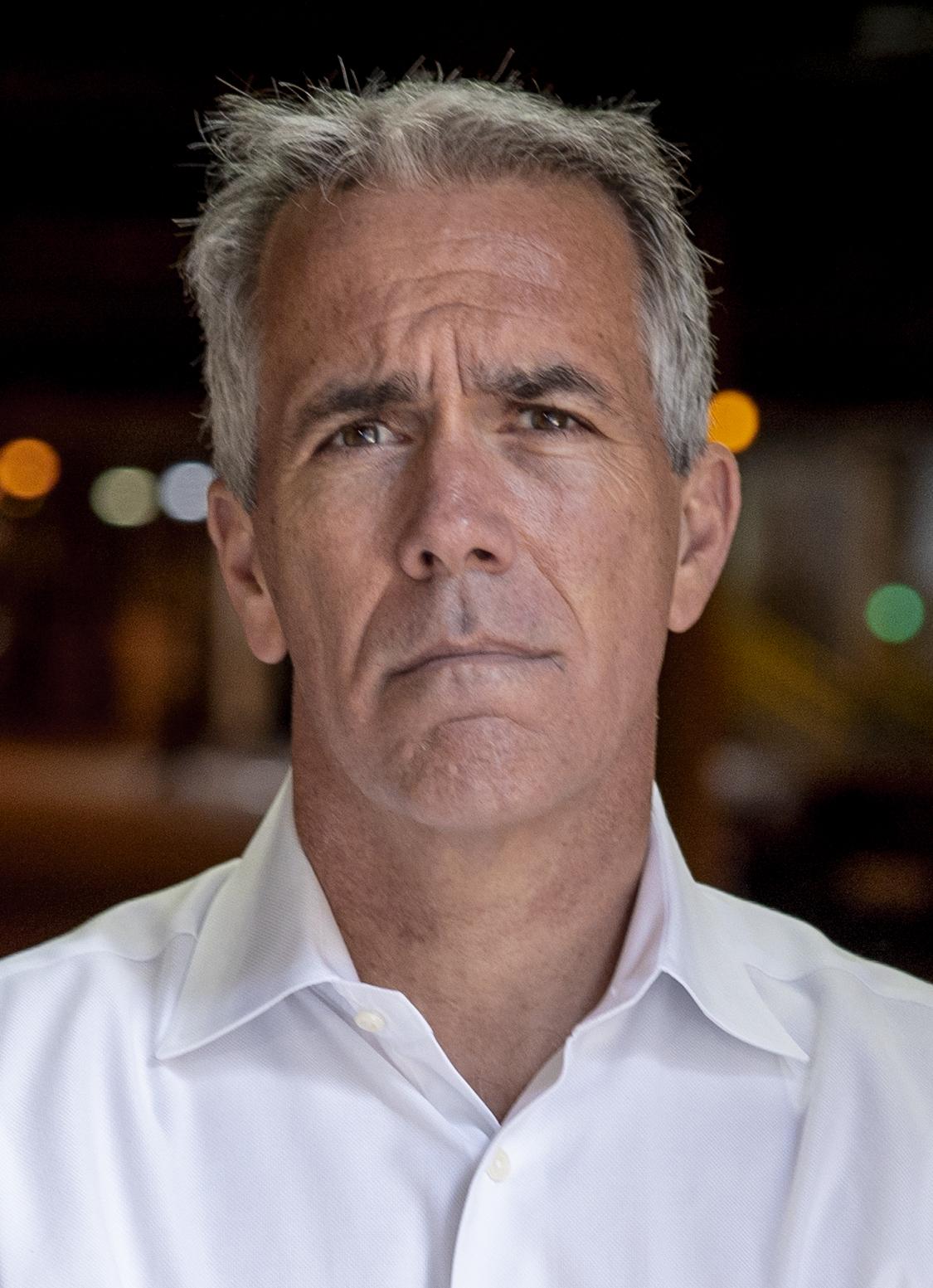
Joe Walsh, ancien membre de la Chambre des représentants.

## Résultats
Donald Trump est investi par le parti républicain le 25 août 2020.